# منوچهر آذر
منوچهر آذر (زاده ۶ مرداد ۱۳۱۶ در نمین) بازیگر تلویزیون و سینما اهل ایران است.

## زندگی‌نامه
تحصیلات وی لیسانس است. وی پیش از آنکه بازیگر سینما شود سال‌ها به عنوان گوینده در رادیو فعالیت کرده بود.
آذر در سال ۱۳۷۱ فیلم سینمایی «بازیچه» را تهیه و کارگردانی کرده‌است. او همچنین یکی از دراویش سلسله شاه نعمت‌اللهی سلطان علیشاهی گنابادی است و مشرف به شرف فقر است.

## فیلم‌شناسی

### سینمایی
- سمفونی نهم (۱۳۹۷)
- مبارک (۱۳۹۳)
- اخراجی‌ها ۲ (۱۳۸۷)
- اخراجی‌ها (۱۳۸۵)
- پسران مهتاب (ارتشی در تاریکی) (۱۳۸۱)
- پر پرواز (۱۳۷۹)
- دلباخته (۱۳۷۸)
- شهر زنان (۱۳۷۷)
- براده‌های خورشید (۱۳۷۴)
- طالع سعد (۱۳۷۴)
- دل و دشنه (۱۳۷۳)
- کودکانی از آب و گل (۱۳۷۲)
- راز خنجر (۱۳۶۹)

### تلویزیون
| سال       | نام                       | سمت      | کارگردان            | توضیحات                                                |
| --------- | ------------------------- | -------- | ------------------- | ------------------------------------------------------ |
| ۱۳۹۸      | هیولا                     | بازیگر   | مهران مدیری         | شبکه نمایش خانگی                                       |
| ۱۳۹۶–۱۳۹۷ | بازی نقاب‌ها               | بازیگر   | سیروس حسن پور       | شبکه دو                                                |
| ۱۳۹۶      | سر دلبران                 | بازیگر   | محمد حسین لطیفی     | رمضان ۱۳۹۷ شبکه یک                                     |
| ۱۳۹۴      | کیمیا                     | بازیگر   | جواد افشار          | شبکه دو                                                |
| ۱۳۹۳      | رخصت                      | بازیگر   | قدرت‌الله صلح‌میرزایی | محصول شبکه قرآن در ۱۳ قسمت (پخش همزمان در شبکه ۳ سیما) |
| ۱۳۹۲      | تله‌فیلم «ایستاده در آغاز» | بازیگر   | سیدمحمدرضا میرمحمد  | شبکه قرآن و معارف                                      |
| ۱۳۹۱      | تله‌فیلم «روزهای شیرین»    | بازیگر   | سیدعلی نیاکان       | صدا و سیمای مرکز خوزستان                               |
| ۱۳۹۰      | تله‌فیلم «وقت خوب بیداری»  | بازیگر   | کاظم بلوچی          |                                                        |
| ۱۳۸۹      | تله‌فیلم «شاهد»            | بازیگر   | نادر طریقت          |                                                        |
| ۱۳۸۹      | تله‌فیلم «معمای ارتا»      | بازیگر   | حسن کاربخش          | صدا و سیمای مرکز کرمان                                 |
| ۱۳۸۸      | تله‌فیلم «تندباد مایا»     | بازیگر   | علی عبدالعلی‌زاده    | گروه کودک و نوجوان شبکه ۲                              |
| ۱۳۸۸–۱۳۸۹ | آشپزباشی                  | بازیگر   | محمدرضا هنرمند      | شبکه ۱                                                 |
| ۱۳۸۳      | قدرت                      | بازیگر   | صادق هاتفی          | در نقش «پیرمرد ترکمن»                                  |
| ۱۳۸۲      | وارث                      | بازیگر   | کاظم بلوچی          | ویژه محرم ۱۳۸۲ از شبکه اول                             |
| ۱۳۷۹–۱۳۸۱ | با من بمان                | بازیگر   | حمید لبخنده         |                                                        |
| ۱۳۷۸–۱۳۸۱ | روشنتر از خاموشی          | بازیگر   | حسن فتحی            | شبکه ۱                                                 |
| ۱۳۷۷–۱۳۸۱ | تفنگ سرپر                 | بازیگر   | امرالله احمدجو      | شبکه ۱                                                 |
| ۱۳۸۰      | فاصله                     | بازیگر   | کاظم بلوچی          |                                                        |
| ۱۳۸۰      | شب دهم                    | بازیگر   | حسن فتحی            | شبکه ۱                                                 |
| ۱۳۷۶      | تله‌فیلم «استاد اعظم»      | بازیگر   | محرم زینال‌زاده      |                                                        |
| ۱۳۷۶      | قبیله عشق                 | بازیگر   | علی شاه‌حاتمی        | شبکه۱                                                  |
| ۱۳۷۵–۱۳۷۶ | بازگشت به خانه            | بازیگر   | مسعود نوابی         | شبکه ۱                                                 |
| ۱۳۷۵      | دومین انفجار              | بازیگر   | نادر مقدس           | شبکه ۱                                                 |
| ۱۳۷۴–۱۳۷۶ | پهلوانان نمی‌میرند         | مجری طرح | حسن فتحی            | شبکه ۲                                                 |
| ۱۳۵۰–۱۳۵۲ | دلیران تنگستان            | بازیگر   | همایون شهنواز       | شبکه ۱                                                 |